# Fabricio Quirós
Pour les articles homonymes, voir Quirós et Araya.
Quirós  Araya est un nom espagnol. Le premier nom de famille, en général paternel, est Quirós ; le second, en général maternel, souvent omis, est Araya.
Fabricio Quirós Araya, né le 5 mars 1990, est un coureur cycliste costaricien.

## Biographie
En 2009, Fabricio Quirós représente son pays en septembre lors des championnats du monde espoirs à Mendrisio, où il abandonne. En décembre, il remporte deux étapes du Tour du Costa Rica, dont un contre-la-montre par équipes, et termine neuvième du classement général, à 19 ans.
En 2010, il devient pensionnaire du Centre mondial du cyclisme. Au cours du mois de mai, il se distingue en terminant deuxième d'une étape du Tour de Franche-Comté, devant Tanel Kangert mais battu par Thomas Vaubourzeix. 

## Palmarès
- 2009
  - 4e étape de la Vuelta de la Juventud Costa Rica
  - 1re (contre-la-montre par équipes) et 5e étapes du Tour du Costa Rica
  - 3e du championnat du Costa Rica sur route espoirs
  - 3e du championnat du Costa Rica du contre-la-montre espoirs
  - 3e de la Vuelta de la Juventud Costa Rica
- 2010
  - 2e du Prix du Saugeais
- 2012
  - 2e étape de la Vuelta al Caribe
  - 5e étape de la Vuelta de la Juventud Costa Rica
  - 9e étape de la Vuelta a Chiriquí
  - 3e du championnat du Costa Rica sur route espoirs
  - 3e de la Vuelta de la Juventud Costa Rica
  - 3e du Tour du Costa Rica
- 2015
  - 1re étape de la Clásica Radio Chiriquí
  - 7e étape de la Vuelta a Chiriquí
- 2019
  - 9e étape du Tour du Costa Rica

## Classements mondiaux
| Année            | 2010 | 2011 | 2012 | 2013 | 2014 | 2015 | 2016 | 2017 |
| ---------------- | ---- | ---- | ---- | ---- | ---- | ---- | ---- | ---- |
| UCI America Tour | 116e |      | 259e | 90e  | 159e |      |      | 409e |